# Башкиров, Лев Павлович
Лев Павлович Башкиров (17 октября 1929, Днепропетровск — 30 сентября 1987) — советский военнослужащий, генерал-майор-инженер, лауреат Государственной премии СССР (1980).

## Биография
Родился в Днепропетровске.
В 1948—1951 гг. курсант Одесского артиллерийского училища им. М. В. Фрунзе. После его окончания — командир взвода управления в гаубичной артиллерийской бригаде. С 1953 г. командир взвода курсантов в Рязанском артиллерийском училище.
С 1955 по 1960 г. слушатель Военной артиллерийской инженерной академии им. Ф. Э. Дзержинского. С 1960 по 1961 служил в военном представительстве ГУРВО, затем переведён в отдел 3-го управления ГУРВО.
Работал в головном отделе ведущим инженером по космическим аппаратам, заместителем начальника отдела. Участвовал в отработке и испытаниях автоматических космических, затем пилотируемых кораблей и орбитальных станций. Много лет являлся секретарём и членом Государственных комиссий по лётным испытаниям.
С 1970 г. — начальник отдела, с 1979 — заместитель начальника 1-го управления ГУКОС, затем (с 1986) ГУВ НКС. Генерал-майор (1985).
Лауреат Государственной премии СССР (1980). Награждён орденами Октябрьской Революции (1976), «Знак Почёта» (1966) и медалями.
Умер 30.09.1987 в Москве; похоронен на Кунцевском кладбище (9 уч.).